# Indolestes peregrinus
Indolestes peregrinus е вид водно конче от семейство Lestidae. Видът не е застрашен от изчезване.

## Разпространение и местообитание
Разпространен е в Китай (Гуандун, Джъдзян, Дзянси, Дзянсу, Фудзиен, Хубей и Юннан), Северна Корея, Южна Корея и Япония (Кюшу, Хоншу и Шикоку).
Обитава сладководни басейни и потоци.

## Описание
Популацията на вида е стабилна.